# Olho d'Água das Flores
Olho d'Água das Flores är en kommun i Brasilien.   Den ligger i delstaten Alagoas, i den östra delen av landet, 1 300 km nordost om huvudstaden Brasília. Antalet invånare är 20 367.
Omgivningarna runt Olho d'Água das Flores är huvudsakligen savann. Runt Olho d'Água das Flores är det ganska tätbefolkat, med 116 invånare per kvadratkilometer.